# Hrušovo
Hrušovo (hongrois : Balogrussó) est un village de Slovaquie situé dans la région de Banská Bystrica.

## Histoire
La première mention écrite du village date de 1297.

## Démographie

### Évolution de la population
| Année:               | 1994. | 2004.    | 2014.    | 2024.    |
| -------------------- | ----- | -------- | -------- | -------- |
| Nombre de personnes: | 252   | 225      | 193      | 161      |
| Différence:          |       | -10,71 % | -14,22 % | -16,58 % |

| Année:               | 2023. | 2024.   |
| -------------------- | ----- | ------- |
| Nombre de personnes: | 162   | 161     |
| Différence:          |       | -0,61 % |